# Doha
Doha (arabsko الدوحة, latinizirano: ad-Dawḥa, dob. 'veliko drevo') je glavno mesto emirata Katar. Po uradnih statističnih podatkih je leta 2010 imela 796.947 prebivalcev, kar je skoraj polovica celotnega katarskega prebivalstva. Leži na vzhodu polotoka Katar ob obali plitvega zaliva, ki se odpira v Perzijski zaliv.
Mesto v zadnjih desetletjih doživlja eksploziven razmah na račun bogatih zalog surove nafte, ki imajo od odkritja leta 1949 glavno vlogo v gospodarstvu države. Podoba mesta se hitro spreminja zaradi gradnje vedno novih nebotičnikov in pridobivanja kopnega v plitvem morju pred obalo. Lastništvo nepremičnin je bilo dolgo omejeno na državljane in šele leta 2004 so oblasti dovolile izseljencem kupovati zemljo v točno določenih delih mesta. To je zaradi velikega pritoka investicij vodilo v strmoglavo povišanje najemnin, zaradi česa so določili nova območja, ki so zdaj prizorišče intenzivne gradnje. Med vidnejšimi pridobitvami so Muzej islamske umetnosti, ki je bil leta 2008 zgrajen na umetnem otoku pred obalo Dohe po načrtih arhitekta I. M. Peija, novo mednarodno letališče južno od mesta, ki je trenutno v gradnji, in 400 km² velika serija umetnih otokov The Pearl-Qatar (»biser«), ravno tako še v gradnji. Slednje je prvo območje Katarja, kjer so lahko lastniki zemljišč tudi tujci.
Doha je po letu 2000 gostila več političnih srečanj na najvišji ravni, med njimi leta 2001 četrto Ministrsko konferenco STO (krog pogajanj je bil poimenovan »razvojna agenda iz Dohe«) in leta 2012 konferenco Združenih narodov o podnebnih spremembah. Leta 2022 bo eno od prizorišč Svetovnega prvenstva v nogometu.

## Zgodovina
Najstarejši del mesta je Al-Bidaʿ na severozahodu, sprva majhna ribiška vas, ki je bila center piratstva v Perzijskem zalivu. Leta 1867 je bila uničena v vojni z Bahrajnom. Konec 19. stoletja je bila tu občasno vojaška postojanka Osmanskega cesarstva, ki je imelo nadzor nad območjem, večino 20. stoletja pa je bilo sedež britanskega protektorata. Leta 1971, ko je Katar pridobil neodvisnost, je Doha postala glavno mesto te države.
Gospodarstvo je v 1930. močno prizadela velika gospodarska kriza, dodatno pa še razmah gojenih japonskih biserov, ki jim lokalna dejavnost potapljanja za biseri ni mogla konkurirati. Konec 1940. let pa se je v Katarju razvila naftna industrija in povzročila strm gospodarski vzpon države. Hkrati se je Doha kot njeno središče spreminjala v sodobno mesto. V 1970. letih je bilo zgrajeno pristanišče za čezoceanske ladje; pred tem so namreč zaradi plitvin in koralnih grebenov vanj lahko zaplule le manjše barke.

## Izobraževanje
Mesto je dom katarske univerze in kampusa poslovne šole HEC Paris.

## Uradne povezave
Doha ima formalne mednarodne povezave (pobratena ali sestrska mesta) z naslednjimi mesti po svetu:
- Aman, Jordanija (od 1995)
- Peking, Ljudska republika Kitajska (od 2008)
- Bosaso, Somalija (od 1994)
- Brasilia, Brazilija
- Houston, Teksas, Združene države Amerike
- Manama, Bahrajn
- Marbella, Španija
- Port Louis, Mavricius
- Stratford-upon-Avon, Združeno kraljestvo
- Tunis, Tunizija
- Alžir, Alžirija
- Tirana, Albanija